# لوحات تسجيل المركبات في العراق
لوحات تسجيل السيارات أو المركبات في العراق هي اللوحات الرسمية لإثبات ملكية السيارات في العراق. وحاليا تصنع اللوحات من معدن الألمنيوم وتظهر بألوان وعبارات مختلفة طبقا لنوع الاستخدام:
1. الخصوصية: اللوحات بيضاء ومستطيلة والكتابة باللون الأسود وتظهر فيها كلمة العراق باللغة الإنجليزية على اليسار وفي الجهة العليا يظهر اسم المحافظة ونوع اللوحة (خصوصي، أجرة، حمل، ....) والأرقام باللون الأسود وباللغتين العربية والإنجليزية مع وجود الأحرف.
2. الأجرة (التاكسي): اللون الأحمر تحت كلمة العراق والكتابة باللون الأسود.
3. الشرطة أو المؤسسات الحكومية: اللون الأزرق تحت كلمة العراق والكتابة باللون الأسود.
4. الحمل: اللون الأصفر تحت كلمة العراق والكتابة باللون الأسود.
5. الانشائية: اللون الأخضر تحت كلمة العراق والكتابة باللون الأسود.
6. المؤقتة: سوداء والكتابة باللون الأبيض. عادة تكتب عليها عبارة فحص مؤقت وقد أعطيت الكثير من المركبات هذه اللوحات بعد عام 2003م، وذلك لغياب الجهات المختصة في تسجيل السيارات وجعلها تحمل لوحات دائمية.
7. أخرى: هناك عدة ألوان وتركيبات أخرى للهيئات الديبلوماسية وهيئات الكمرك وغيرها.

## معرض صور

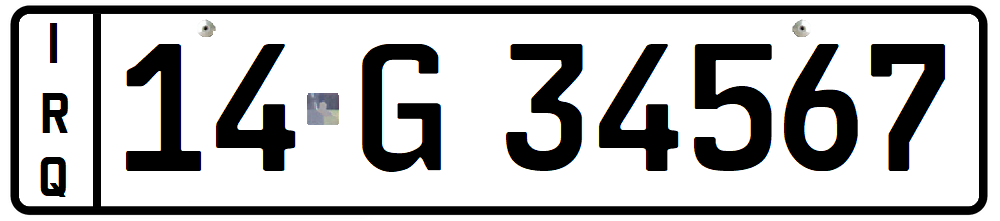
لوحة مخصصة للسيارات الخاصة بالمواطن
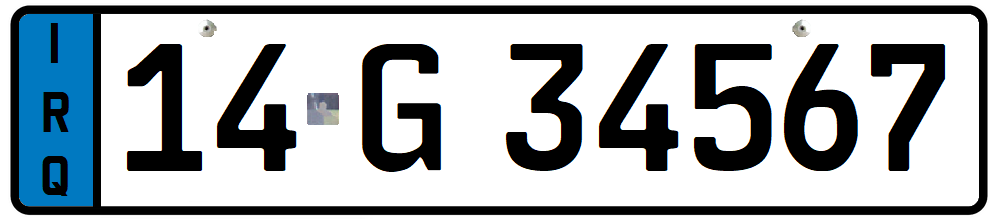
لوحة مخصصة للسيارات الحكومية.
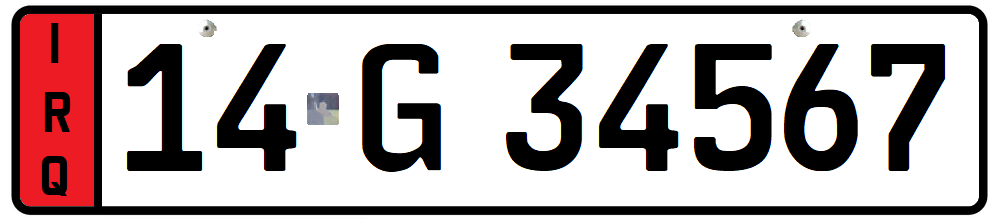
لوحة مخصصة لسيارات الأجرة.
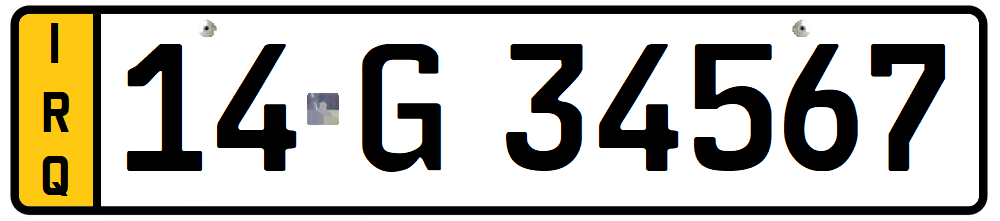
لوحة مخصصة لسيارات الحمل.
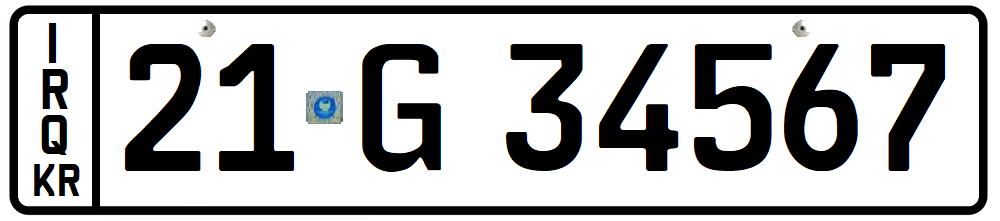
لوحة مخصصة للسيارات الخاصة بالمواطن تستخدم في إقليم كردستان العراق
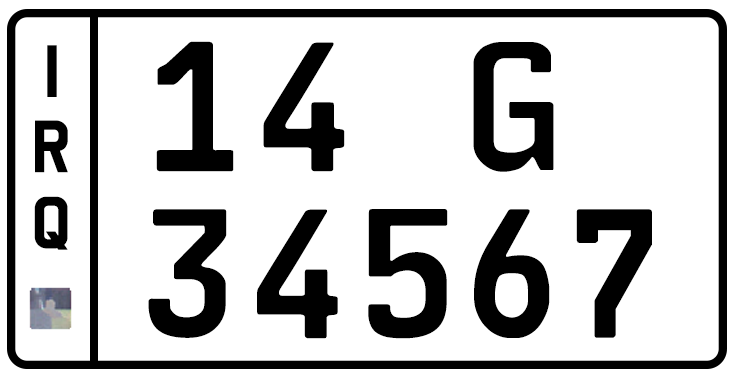
لوحة مخصصة بالسيارات الخاصة للمواطن مربعة